# Buhryn
Buhryn (ukrainisch Бугрин; russisch Бугрин/Bugrin, polnisch Buhryń) ist ein Dorf in der Westukraine etwa 11 Kilometer südwestlich der ehemaligen Rajonshauptstadt Hoschtscha und 22 Kilometer südöstlich der Oblasthauptstadt Riwne an der Mündung des Mistok (Місток) in die Horyn gelegen.

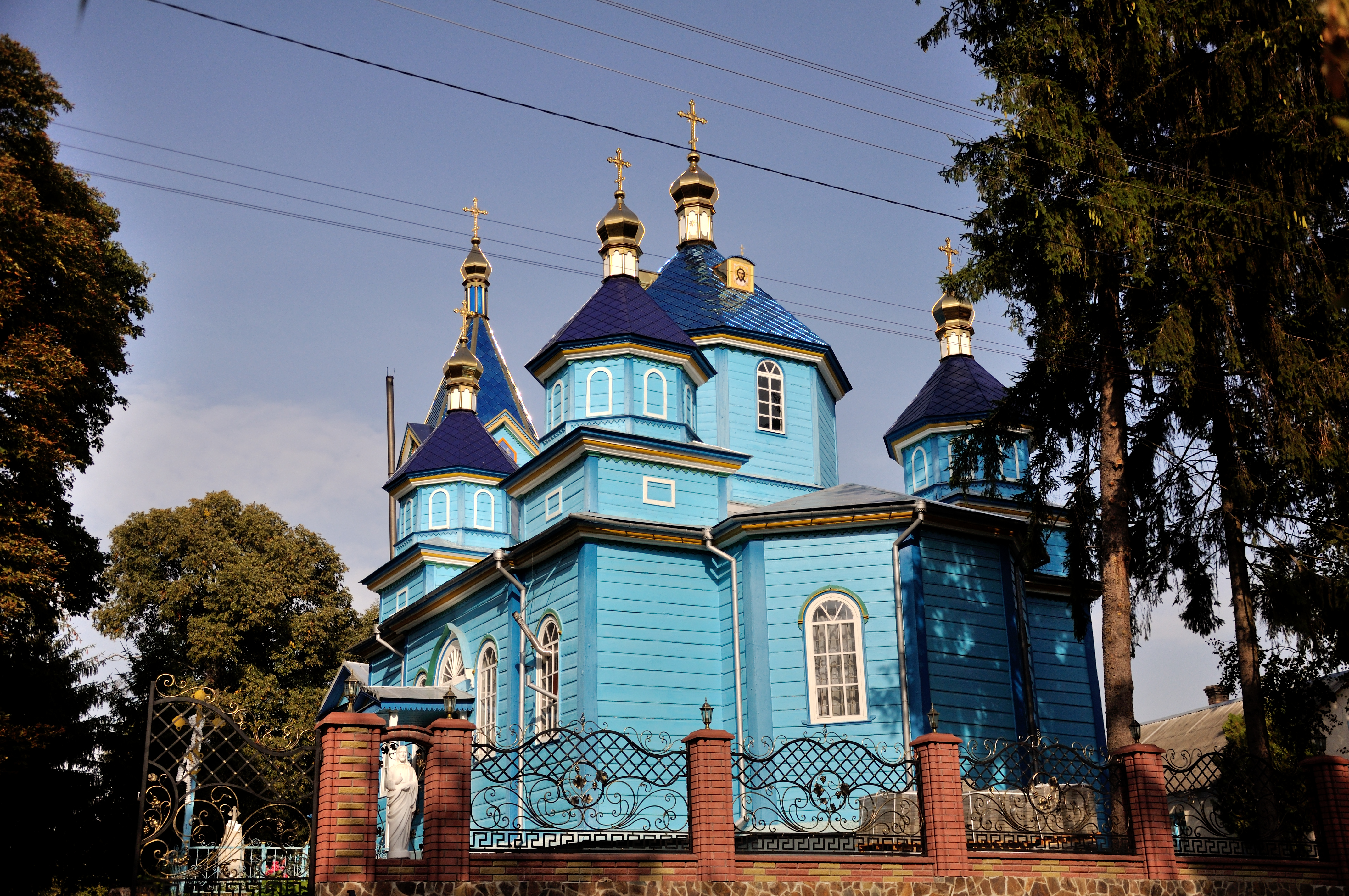
Kirche im Ort

## Geschichte
Der Ort wird 1545 zum ersten Mal schriftlich erwähnt und gehörte dann bis 1793 in der Woiwodschaft Wolhynien zur Adelsrepublik Polen-Litauen. Mit den Teilungen Polens fiel der Ort an das spätere Russische Reich und lag bis zum Ende des Ersten Weltkriegs im Gouvernement Wolhynien.
Nach dem Ersten Weltkrieg kam der Ort zu Polen (in die Woiwodschaft Wolhynien, Powiat Równe, Gmina Buhryń), im Zweiten Weltkrieg wurde er zwischen 1939 und 1941 von der Sowjetunion besetzt. Nach dem Überfall auf die Sowjetunion im Juni 1941 wurde er dann bis 1944 von Deutschland besetzt, dieses gliederte den Ort in das Reichskommissariat Ukraine in den Generalbezirk Brest-Litowsk/Wolhynien-Podolien, Kreisgebiet Rowno.
Nach dem Krieg wurde der Ort der Sowjetunion zugeschlagen. Dort kam das Dorf zur Ukrainischen SSR und seit 1991 ist sie ein Teil der heutigen Ukraine.

## Verwaltungsgliederung
Am 12. August 2015 wurde das Dorf zum Zentrum der neugegründeten Landgemeinde Buhryn (Бугринська сільська громада Buhrynska silska hromada). Zu dieser zählen noch die 11 in der untenstehenden Tabelle aufgelisteten Dörfer, bis dahin bildete es zusammen mit den Dörfern Baschyne, Kolesnyky, Nowostawzi, Saritschne, Uhilzi und Wilhir die Landratsgemeinde Buhryn (Бугринська сільська рада/Buhrynska silska rada) im Südwesten des Rajons Hoschtscha.
Am 17. Juli 2020 wurde der Ort ein Teil des Rajons Riwne.
Folgende Orte sind neben dem Hauptort Buhryn Teil der Gemeinde:
| Name                     | Name       | Name                    | Name                     | Name |
| ukrainisch transkribiert | ukrainisch | russisch                | polnisch                 |      |
| ------------------------ | ---------- | ----------------------- | ------------------------ | ---- |
| Baschyne                 | Башине     | Башино (Baschino)       | Baszyna                  |      |
| Jasne                    | Ясне       | Ясное (Jasnoje)         | Michałówka               |      |
| Kolesnyky                | Колесники  | Колесники (Kolesniki)   | Koleśniki                |      |
| Mjatyn                   | М'ятин     | Мятин (Mjatin)          | Miatyn                   |      |
| Nowostawzi               | Новоставці | Новоставцы (Nowostawzy) | Nowostawce               |      |
| Oleksijiwka              | Олексіївка | Алексеевка (Alexejewka) | Aleksiejówka             |      |
| Posjahwa                 | Посягва    | Посягва (Posjagwa)      | Posiahwa, Posiagwa       |      |
| Saritschne               | Зарічне    | Заречное (Saretschnoje) | Pruski                   |      |
| Serhijiwka               | Сергіївка  | Сергеевка (Sergejewka)  | Siergiejówka, Serhejówka |      |
| Uhilzi                   | Угільці    | Угольцы (Ugolzy)        | Uholce                   |      |
| Wilhir                   | Вільгір    | Вильгор (Wilgor)        | Wilhor                   |      |